# Scolesa
Scolesa este un gen de molii din familia Saturniidae. 

## Specii
- Scolesa hypoxantha (W. Rothschild, 1907)
- Scolesa leucantha (Boisduval, 1872)
- Scolesa nebulosa Lemaire, 1971
- Scolesa totoma (Schaus, 1900)
- Scolesa viettei Travassos, 1959
- Scolesa vinacea (W. Rothschild, 1907)